# キュリオス (ラッパー)
キュリオス（英語: Kurious、1970年5月1日 - ）またはキュリオス・ジョージ（Kurious Jorge）は、アメリカ合衆国のラッパー。本名はジョージ・アントニオ・アルヴァレズ（Jorge Antonio Alvarez）。プエルトリコ人とキューバ人を父母に持つ。

## 経歴
ニューヨーク州ニューヨークのマンハッタンでプエルトリコ人とキューバ人の父母のもとに生まれ、アッパー・ウエスト・サイドで育った。1992年にシングル「ウォーク・ライク・ア・ダック」をリリースし、1993年にピート・ナイスとDJリッチー・リッチのアルバム「ダスト・トゥ・ダスト」に参加した。またこの2人によって、ボビート・ガルシアとナイスのホッポー・インプリントを通じたコロムビア・レコードとの契約へとつながり、1994年にデビュー・アルバム「ア・コンスティペイテッド・モンキー」をリリースした。1999年にMF Doomのアルバム「オペレーション: ドゥームズデイ」のトラック「?」において、ビオランテという名義でモンスター・アイランド・ザァーズのミックステープにトラックを提供した。2007年には、従来のアルバムにボーナス・トラックを収録した『ア・コンスティペイテッド・モンキー』をアマルガム・デジタルよりリリースした。2009年には同レーベルより2作目のアルバム「II」をリリースした。

## ディスコグラフィ

### アルバム
- 1994年: ア・コンスティペイテッド・モンキー（英語版）（A Constipated Monkey、ホッポー/コロムビア）
- 2009年: II（アマルガム・デジタル）
- 2021年: コンクリート・ジャングル（Koncrete Jungle、チョン・ウィザード・レコード）
- 2023年: モンキーマン（Monkeyman、ウェポナイズ・ミュージック）
- 2024年: マジシャン（Majician、メタルフェイス・レコード/ライムセイヤーズ・エンターテインメント [6]）

### シングル
- 1992年: ウォーク・ライク・ア・ダック（Walk Like a Duck）
- 1993年: アップタウン・シット（Uptown Shit）
- 1994年: アイム・キュリオス（I'm Kurious）
- 2001年: オール・グレイト（All Great）
- 2009年: ベネットン（Benetton、MCサーチ（英語版）とMF Doomがゲスト出演している）
- 2009年: バック・ウィズ・V.I.C.（Back With V.I.C.）
- 2009年: シッティン・イン・マイ・カー（Sittin’ In My Car）
- 2012年: マッチ・ハイアー（Much Higher）
- 2012年: ホワイト・ラム（White Rum）
- 2012年: スネイク・チャーマー・2（Snake Charmer 2）
- 2014年: デリュージョナル（Delusional）
- 2014年: ピタゴリアン（NYC・テーマ）（Pythagorean (Nyc Theme)）

### ゲスト出演
- 1991年: ヤング・スターズ・フロム・ナウヒア（Young Stars From Nowhere、パワールールのアルバム「ボリューム・1」への参加）
- 1993年: ブー・ブー・ヘッズ（Boo Boo Heads、デル・ザ・ファンキー・ホモサピエン（英語版）のアルバム「ノー・ニード・フォー・アラーム（英語版）」への参加）
- 1993年: 3・ブラインド・マイス（3 Blind Mice、ピート・ナイス（英語版）とDJリッチー・リッチ（英語版）のアルバム「ダスト・トゥ・ダスト（英語版）」への参加）
- 1994年: スモーキン・ザット・シット（KMD (ヒップホップトリオ)（英語版）のアルバム「ブラック・バスターズ（英語版）」への参加）
- 1999年: ?（MF Doomのアルバム「オペレーション: ドゥームズデイ（英語版）」への参加）
- 2003年: マグワート+シナモン=シフティング・レーンズ（Mugwort + Cinnamon = Shifting Lanes、MFグリム（英語版）とMF Doomのアルバム「スペシャル・ハーブス+スパイセズ・ボリューム・１（英語版）」への参加）
- 2003年: ファストレーン（Fastlane、キング・ギードラーのアルバム「テイク・ミー・トゥ・ユア・リーダー（英語版）」への参加）
- 2006年: トラベリング（Traveling、MFグリム（英語版）のアルバム「アメリカン・ハンガー（英語版）」への参加）
- 2009年: スーパーヴィランズ（Supervillainz、MF Doomのアルバム「ボーン・ライク・ディス（英語版）」への参加）
- 2013年: オン・マイ・グラインド（On My Grind、ジュエルズのアルバム「ジュエルズ」への参加）" (from the Juellz album Jewelz)
- 2014年: イナーフ（Enough、ホームボーイ・サンドマン（英語版）のアルバム「ホールウェイズ（英語版）」への参加）
- 2023年: キュリオス・インタールード（KURIOUS INTERLUDE、ロード・スコのアルバム「ユナイテッド・プレイス」への参加）